# Kirkpatrickia
Kirkpatrickia is een geslacht van sponsdieren uit de klasse van de Demospongiae (gewone sponzen).

## Soorten
- Kirkpatrickia borealis Koltun, 1970
- Kirkpatrickia coulmani (Kirkpatrick, 1907)
- Kirkpatrickia spiculophila Burton & Rao, 1932
- Kirkpatrickia variolosa (Kirkpatrick, 1907)